# Curb Records
Curb Records (ook bekend als Asylum-Curb en voorheen bekend als MCG Curb), is een door Mike Curb opgericht Amerikaans platenlabel, oorspronkelijk als Sidewalk Records in 1963. Van 1969 tot 1973 fuseerde Curb met MGM Records, waar Curb president was van MGM en Verve Records.

## Geschiedenis
Door de jaren heen hebben de Curb Companies grote successen geboekt met artiesten als The Stone Poneys (met Linda Ronstadt), Eric Burdon & War, Sammy Davis jr., The Osmond Family (inclusief Donny & Marie), Lou Rawls, Exile, The Righteous Brothers, Solomon Burke, Gloria Gaynor, The Hondells, The Arrows (met Davie Allan), Lyle Lovett, Roy Orbison, The Electric Flag (met Mike Bloomfield en Buddy Miles), The Sylvers en The Four Seasons. Het comeback-album Who Loves You van The Four Seasons bevatte December 1963 (Oh, What a Night). Het was de eerste single die meer dan een jaar in de Billboard Hot 100 stond.
Curbs selectie uit het verleden en heden omvat Chet Atkins, Rodney Atkins, Kaci Battaglia, Bellamy Brothers, Lee Brice, Sawyer Brown, Solomon Burke, Clark Family Experience, Sammy Davis jr., Desert Rose Band, Exile, Family Force 5, The Four Seasons, Gloria Gaynor, Lee Greenwood, Steve Holy, Wynonna Judd, The Judds, Hal Ketchum, Lyle Lovett, Ronnie McDowell, Tim McGraw, Jo Dee Messina, Roy Orbison, Lou Rawls, The Righteous Brothers, LeAnn Rimes, Rio Grand, Neil Sedaka, T.G. Sheppard, Jim Stafford, Ray Stevens, Jonathan Thulin, Mel Tillis, Trick Pony (met Heidi Newfield), Hank Williams jr. en Chris Young.
Eind 2002 verwierf Curb Records ook een belang in Word Records van de toenmalige eigenaren Time Warner. Warner Music Group verkocht zijn resterende belang in het label in 2016 aan Curb, waardoor Word een volledige dochteronderneming werd, terwijl Warner Music zijn productie blijft distribueren.
Viervoudig «GMA Music Award Female Vocalist of the Year» Natalie Grant werd gecontracteerd door Curb Records, naast de vijfvoudig met GMA music bekroonde groep Selah. Door de jaren heen heeft Curb succes gehad met andere gospelmuziekartiesten zoals MercyMe, The Second Chapter of Acts, Degarmo and Key, Patti Cabrera, Michael English, Debby Boone, The Fisk Jubilee Singers, Barlowgirl, pureNRG, Worship Kids, Francesca Battistelli , Big Daddy Weave, Building 429, Fernando Ortega, Downhere, Nicole C. Mullen, Larry Norman, Jonathan Pierce, Plumb, Point of Grace, Group 1 Crew, Salvador, Jamie Slocum, Steller Kart, Jaci Velasquez en Mark Schultz.
In 2006 lanceerde Curb het zusterrocklabel Bruc Records, waarvan de naam een backroniem is voor blues, rock, urban, country (de naam is ook Curb achterstevoren gespeld). Straight to Hell van Hank Williams III was het eerste album dat met het nieuwe zusterlabel werd uitgebracht.
In 2011 spande Curb een rechtszaak aan tegen countryzanger Tim McGraw en McGraw spande een tegenproces aan tegen Curb. In 2012 stopte hij met opnemen met Curb en stapte over naar Big Machine Records, waarmee hij sinds 1990 een einde maakte aan zijn relatie met hen.
In 2015 werd Jim Ed Norman benoemd tot CEO van de Curb Group. Mike Curb blijft echter zeer betrokken als oprichter en voorzitter van het bestuur.

## Curb Foundation
Curb Records ondersteunt liefdadigheidsprogramma's via de Mike Curb Family Foundation. Enkele van de ondersteunde programma's zijn: het Mike Curb Family Welcome Center bij Second Harvest, Curb Youth Symphony, Curb Young Musicians Competition, Curb Concerto Competition, het Curb Family Humane Center, het Curb Junior Achievement Center in Los Angeles en Nashville, de Curb Family Pediatric Center, het Nashville Boy Scout Conference Center, het Patriots Theatre in Fort Campbell, het Curb Family Education Oasis Center en de Stella Curb Teacher Development Classrooms.
De Curb Foundation is zeer actief op het gebied van onderwijs, waaronder het Curb Center in Vanderbilt (dat het Curb Creative Campus-programma heeft gelanceerd), het Curb College for Music Business aan de Belmont University, het Curb College of Arts, Media and Communication aan de Cal State University Northridge, de Curb Beaman Jubilee Singers Chair aan de Fisk University, de Curb College of Arts, Music and Sciences aan het Daytona State College, de Business and Law Chair and Facility aan het Claremont McKenna College, het Curb Learning Lab for Music and Entertainment aan de Baylor University, de Curb Keller-slaapzalen aan de Neve Yerushalayim aan de Universiteit van Jeruzalem en het Curb History Institute aan het Rhodes College.

## Projecten
In samenwerking met de educatieve projecten van Curb heeft Curb Elvis Presley's eerste huis in Memphis, het Johnny Cash Museum in Nashville, de historische RCA Studio B en Historic Quonset Hut (de eerste opnamestudio op Nashville's beroemde Music Row) van Columbia Records. Deze historische faciliteiten werden gebruikt door studenten aan de verschillende door Curb ondersteunde hogescholen en universiteiten voor het bestuderen van muziekgeschiedenis.
In oktober 2008 organiseerde het Curb Event Center met 6000 zitplaatsen aan de Belmont University in Nashville het presidentiële debat in het stadhuis tussen senatoren John McCain en Barack Obama.

## Curb Records (Europa)
In het Verenigd Koninkrijk komen Curb-artiesten (afgezien van degenen die in sublicentie zijn gegeven aan majors) in aanmerking voor de Britse onafhankelijke hitlijsten. In januari 2006 scoorde Curb met de Top 10-hit Tribute to George Best met Brian Kennedy en Peter Corry, een ep met opnamen van You Raise Me Up. Curb had eerder grote hits in Europa met The Four Seasons, The Osmonds, LeAnn Rimes en soundtracks, zoals Coyote Ugly.